# Бутка
Бутка́ — село в Талицком районе Свердловской области. Родина первого президента России Бориса Николаевича Ельцина.

## Географическое положение
Село Бутка муниципального образования «Талицкий городской округ» расположено в 33 километрах (по автотрассе в 35 километрах) к югу от города Талица, в верхнем течении по берегам реки Беляковка (правого притока реки Пышма), в устье левого притока реки Макариха.

## История села
Топоним
Лингвист Александр Матвеев предполагает, что название «бутка» — тюркского происхождения и связано с татаро-башкирским бутка — каша, которое имеет также вторичное, значение — это «беспорядок, неразбериха», что может означать «озёрную грязь» или «болотную няша». Первые жители в этой болотистой местности вынуждены были «бутить» болото, то есть «заваливать его камнями и землёю». По мнению же Николая Рундквиста, «бутка» пошло от старорусского — «отдельная небольшая постройка», «будка».
XVII век
В 1676 году крестьянами Куяровской слободы Ивашкой Сильванцем и Терешкой Ивановым, поселившихся из казанских мест, была подана челобитная на имя Тобольских воевод — бояр Петра Васильева Шереметьева и Ивана Стрешнева. «Крестьяне просили дать им порожние земли вверх по реке Беляковка, в устье реки Бутка с тем, чтобы им на тех землях построить слободу государеву. Бояре послали служилых людей осмотреть предварительно просимую местность. Когда было доложено, что местность свободна и никем не занята, то 1 ноября 1676 года указом разрешено было Сильванцу и Ивану строить острог, заводить слободу и призывать в сию слободу вольных гулящих людей на денежный оброк. Каждому вновь селившемуся здесь давалась льгота не платить оброк от трёх до четырёх лет, а в остроге предписывалось содержать для охраны 20 казаков, наделив их вместо жалованья землёю. Заведование слободами поручено было самим устроителям Сылвинцу и Иванову, которые должны были собирать оброк и вести записи заселявшим слободу людям. Буткинской слободе были отведены земли по рекам Рамылю, Бутке, по озёрам Теренкуль и Большой Беркут. Сылванцу и Иванову дано было право наделять селившихся в слободе людей землёй пахотной, покосной и усадебной, а по истечении льготных лет собирать с них оброк и отсылать в Тобольск; им же поручено было собирать торговые пошлины с привозимых в слободу товаров и была выдана печать, на которой было вырезано: „печать таможенная Пышминской Буткинской слободы“. На отведённых Буткинской слободе землях появилось потом несколько других селений, находившихся в зависимости от Буткинской слободы».
XX век
Как отмечено в книге «Приходы и церкви Екатеринбургской епархии», «Село находится в лесной местности, среди болот и озера, которые дают вредные испарения. Почва — чернозёмная, не очень хлебородная».
В 1900 году сельчане принадлежали к крестьянскому сословию, это были православные и старообрядцы, занимались хлебопашеством и возили дрова и лес в Шадринск и Далматово.
В 1949 году для обслуживания предприятий к селу была подведена железнодорожная ветка Ощепково — Бутка Свердловской железной дороги, которая была разобрана в 1990-х годах.
В 1950 году была запущена фабрика ручного художественного ковроткачества, чья продукция была награждена медалями ВДНХ и Брюссельской выставки (Бельгия). Среди эксклюзивных работ мастеров — тканые портреты известных политиков, изображения гербов городов, сувенирная продукция, уникальные ковры-иконы, ковры с ликами святых, православные храмы и часовни. В настоящее время выпуск продукции снизился, а мастера работают на дому.
В 1935—1963 годах Бутка была центром Буткинского района.
В конце 1990-х годов были построены новая больница и современная дорога.

## Введенская церковь
В 1808 году на средства Тобольского генерал-губернатора, тайного советника Симеона Голощапова, при самом незначительном пособии прихожан, была построена каменная, двухпрестольная церковь, которая была освящена в честь Введения во храм Пресвятой Богородицы с благословения Епископа Пермского Преосвященного Августина. В 1880 году, с благословения Преосвященного Вассиана, в храме был освящён ещё алтарь в честь святителя и Чудотворца Николая, но за теснотой этого придела служба в нём никогда не совершалась. В 1882 году пожар уничтожил иконостас и алтарь, но в том же году они были восстановлены. В 1883 году с благословения Епископа Нафанаила протоиереем Дерябиным в церкви вновь был освящён алтарь. В начале XX века в церкви находился напрестольный крест, отчеканенный в 1712 году, а при церкви имелась ветхая избушка и новый амбар для ссыпки хлеба, жертвуемого на церковь. Амбар и избушка находились около входных в ограду ворот. Священник и псаломщик жили в церковных домах. Церковь была закрыта в 1938 году. Купол был снесён, а колокола сброшены. В здании был организован Дом культуры, а в 1950-е годы — кинотеатр. Церковь была возвращена в РПЦ в 1993 году.

## Сельская школа
В 1900 году в селе имелась земская школа.

## Население
| 1959 | 2002  | 2010  | 2021  |
| ---- | ----- | ----- | ----- |
| 4971 | ↘3569 | ↘3077 | ↘2522 |

## Известные жители
Село известно тем, что здесь родился первый президент России Борис Николаевич Ельцин. Сохранился дом, в котором он родился. После смерти Ельцина было принято решение назвать одну из улиц его именем. В день годовщины со дня смерти Ельцина (2008) на стене дома, построенного отцом первого президента России, установили мемориальную доску.
Также в селе родился комсомольский деятель, журналист и дипломат Константин Владимирович Антонов.